# Gigl (Künstlerfamilie)
Die Gigl (auch Giggel, Gügl, Güggel) waren eine Künstlerfamilie, zu der etwa 30 namentlich bekannte Stuckateure der Wessobrunner Schule gehören.
Zu ihnen zählen:
- Anton Gigl (1700–1769), Stuckateur
- Johann Georg Gigl (1710–1765), Stuckateur
- Johann Kaspar Gigl (1737–nach 1783), Stuckateur und Maurer
- Johann Michael Gigl, Stuckateur
- Augustin Gigl, Stuckateur